# ان‌جی‌سی ۱۳
ان‌جی‌سی ۱۳ (به انگلیسی: NGC 13) یک کهکشان مارپیچی است که در صورت فلکی زن برزنجیر قرار دارد.